# 友好廣場

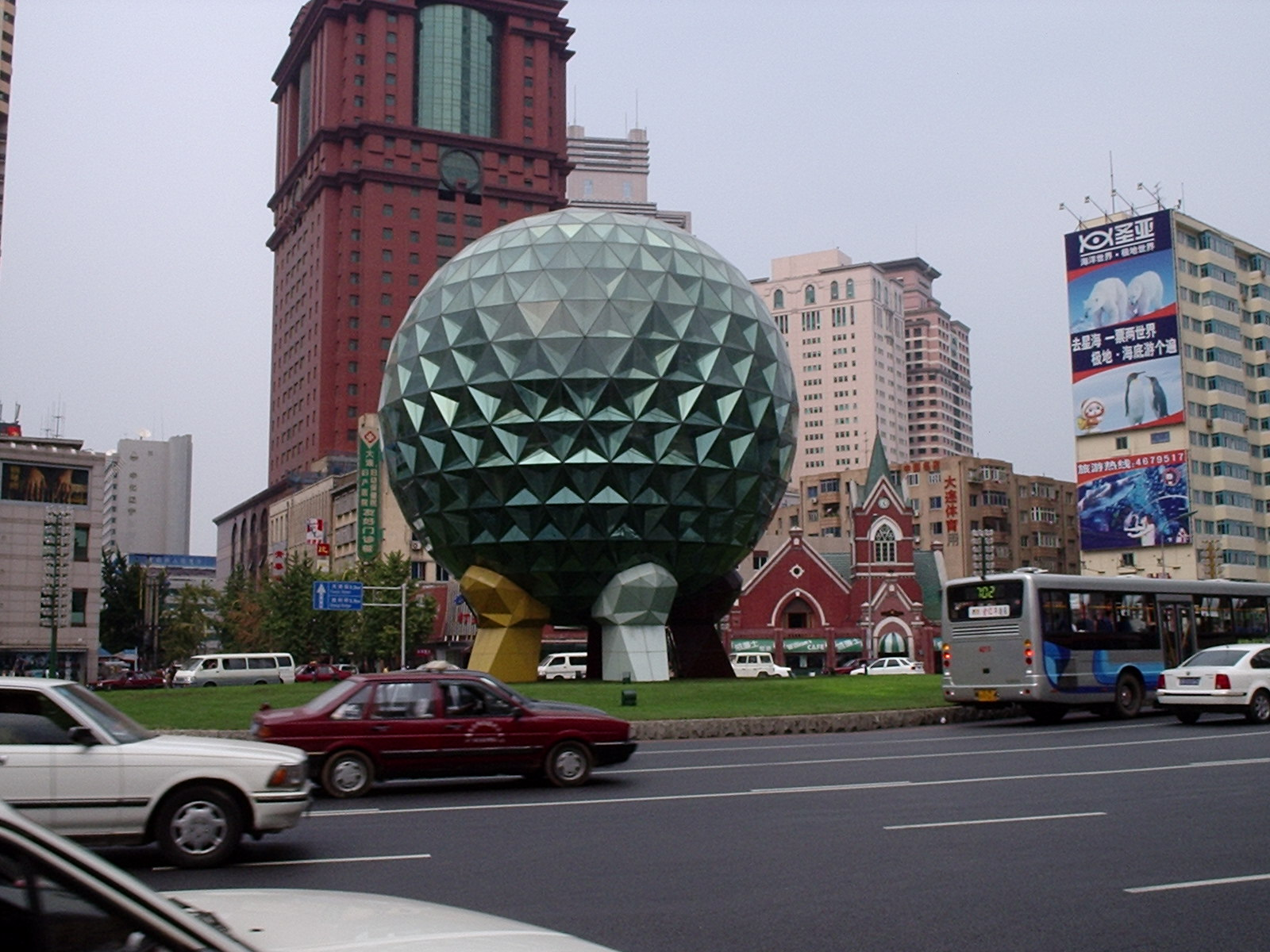
大连友好广场

友好廣場，是中国辽宁省大连市中山区的一个圆形广场，介于东面的大连中山广场与西面的胜利广场之间，中山路、友好路以及普照街、一德街、向前街等在此交汇。
友好廣場是大连最早形成的广场之一，日治时期名为西广场。1950年代，中国政府为表示中苏友好而易名友好廣場。
自日治时期以来，友好廣場就聚集了许多电影院和娱乐场所。其北侧则邻近天津街商业街。
友好广场的中央，是一只水晶球，建于1996年。

## 建筑
- 大连基督教会堂旧址，中山区友好广场8号，建于1907年，2013年3月25日公布为第六批大连市文物保护单位[1]。